# VIII wojna wenecko-turecka

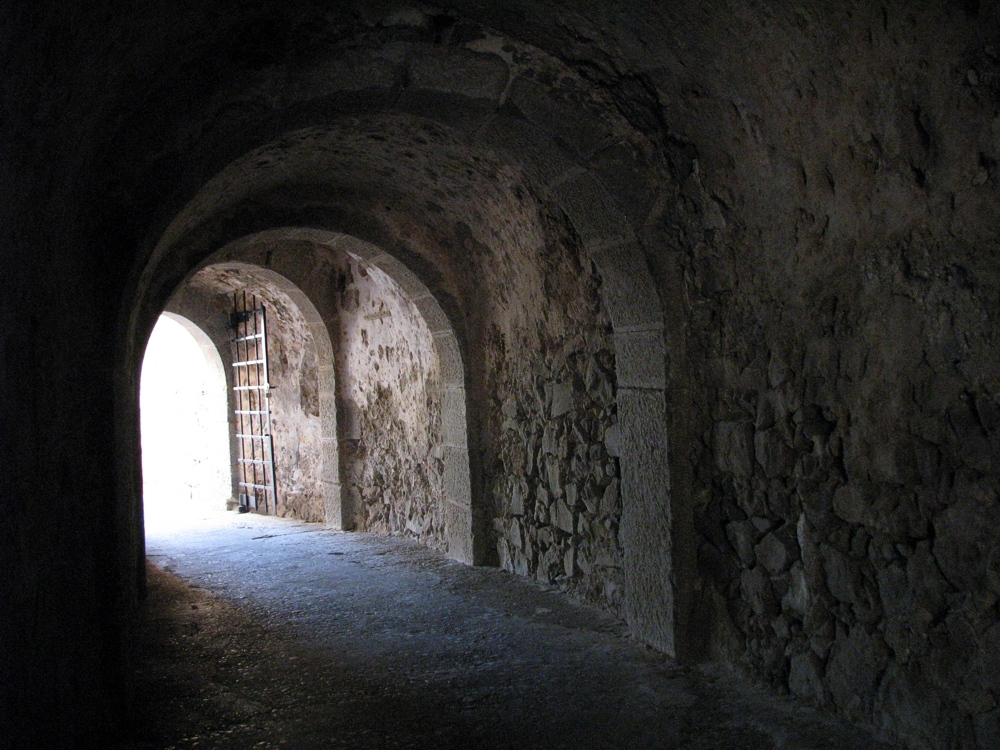
Brama Dantego w forcie Spinaloga na Krecie - umocnienia zbudowane już 1579 roku przeciwko Turkom

VIII wojna wenecko-turecka, znana również jako Druga Wojna Moreańska, Mała Wojna lub, w Chorwacjii Wojna o Sinj, miała miejsce w latach 1714–1718.
9 grudnia 1714 Turcja wypowiedziała wojnę Wenecji. Jednak dopiero w czerwcu 1715 flota turecka opuściła cieśninę Dardanele i wkrótce Turcja zdobyła należący do Wenecji Peloponez (Moreę), łamiąc w ten sposób postanowienia pokoju karłowickiego. W 1716 przeciwko Turcji wystąpili Habsburgowie (VI wojna austriacko-turecka), których zwycięstwa zmusiły 21 czerwca 1718 Turków do zawarcia pokoju w Požarevacu. Na podstawie traktatu pokojowego, w zamian za utracony Peloponez i Kretę, Wenecja otrzymała skrawki Dalmacji i dwa miasta w Epirze.

## Chronologia wojny
- bitwa morska pod Korfu (8 lipca 1716)
- oblężenie Korfu (19 lipca - 11 sierpnia 1716)
- bitwa morska pod Imbros (12 czerwca, 13 czerwca i 16 czerwca 1717)
- bitwa morska w Zatoce Matapan (19 lipca 1717)